# Соник 2 в кино (саундтрек)
Sonic the Hedgehog 2: Music from the Motion Picture — музыка к фильму «Соник 2 в кино» от компании Paramount Pictures, написанная Томом Холкенборгом. Альбом с саундтреком был выпущен 8 апреля 2022 года лейблом Paramount Records.

## Предыстория
8 декабря 2021 года Том Холкенборг, написавший композиции для первого фильма, был привлечён к работе над сиквелом.

## Список композиций
Вся музыка написана Томом Холкеборгом.
| №                   | Название                             | Длительность |
| ------------------- | ------------------------------------ | ------------ |
| 1.                  | «Piece of Shiitake Planet»           | 2:52         |
| 2.                  | «Blue Menace»                        | 2:28         |
| 3.                  | «Mind If I Drive»                    | 2:06         |
| 4.                  | «Sonic’s Home»                       | 1:18         |
| 5.                  | «A Wachowski Family Special»         | 3:15         |
| 6.                  | «Sonic, Meet Knuckles»               | 2:48         |
| 7.                  | «Papa’s Got a Brand New Stache»      | 1:53         |
| 8.                  | «The Master Emerald»                 | 2:40         |
| 9.                  | «So You Think You Can Pivonka»       | 2:14         |
| 10.                 | «Goodnight, Tails»                   | 2:09         |
| 11.                 | «Ages Ago»                           | 2:50         |
| 12.                 | «You Know Nothing about Me»          | 2:54         |
| 13.                 | «Operation Catfish»                  | 3:34         |
| 14.                 | «Eureka, I Found It»                 | 2:45         |
| 15.                 | «Gotta Go Fast»                      | 1:46         |
| 16.                 | «Entering the Labyrinth»             | 1:59         |
| 17.                 | «You Don’t Have to Be Alone Anymore» | 3:10         |
| 18.                 | «Sinister»                           | 3:37         |
| 19.                 | «Team Vs Robotnik»                   | 3:36         |
| 20.                 | «Okay, We’re Not Friends»            | 3:38         |
| 21.                 | «A New Order»                        | 2:51         |
| 22.                 | «Dad»                                | 1:02         |
| Общая длительность: | Общая длительность:                  | 57:33        |

### Дополнительная музыка
Американский певец Кид Кади выпустил в поддержку фильма сингл «Stars in the Sky», который можно услышать во время финальных титров.
Композиции, которые звучат в фильме, но не включены в саундтрек
- Run-D.M.C. — «It’s Tricky»
- Пётр Чайковский — «1812 год»
- Айни Камози — «Here Comes the Hotstepper»
- Монтелл Джордан — «This Is How We Do It»
- Поручи Навохи — «Hapa Haole»
- Нора Джонс — «Don’t Know Why»
- Рич Уайт — «Me and You»
- Федерико Рапагнетта, Джузеппе Сантамария, Дуилио Сорренти и Энрико Косими — «Living on the Road»
- Вивион Джон Эккель — «Северный Казачок»
- Ли Бласк, Даррен Дрю и Брайан Райдинджер — «Russian Dance 1»
- Марк Ронсон и Бруно Марс — «Uptown Funk»
- Энди Уильямс — «A Summer Place»
- Дрю Лердал — «Aloha Pachelbel»
- Big Thrilly — «No Feelings»
- Heart — «Barracuda»
- Айс Кьюб — «You Know How We Do It»
- Pantera — «Walk»
- Кристоф Бек — «I Shrink, Therefore I Am»
- Рэнди Ньюман — «The Final Game / Take Me Out To The Ball Game»